# Sainte-Lheurine
Sainte-Lheurine is een gemeente in het Franse departement Charente-Maritime (regio Nouvelle-Aquitaine) en telt 455 inwoners (1999). De plaats maakt deel uit van het arrondissement Jonzac.

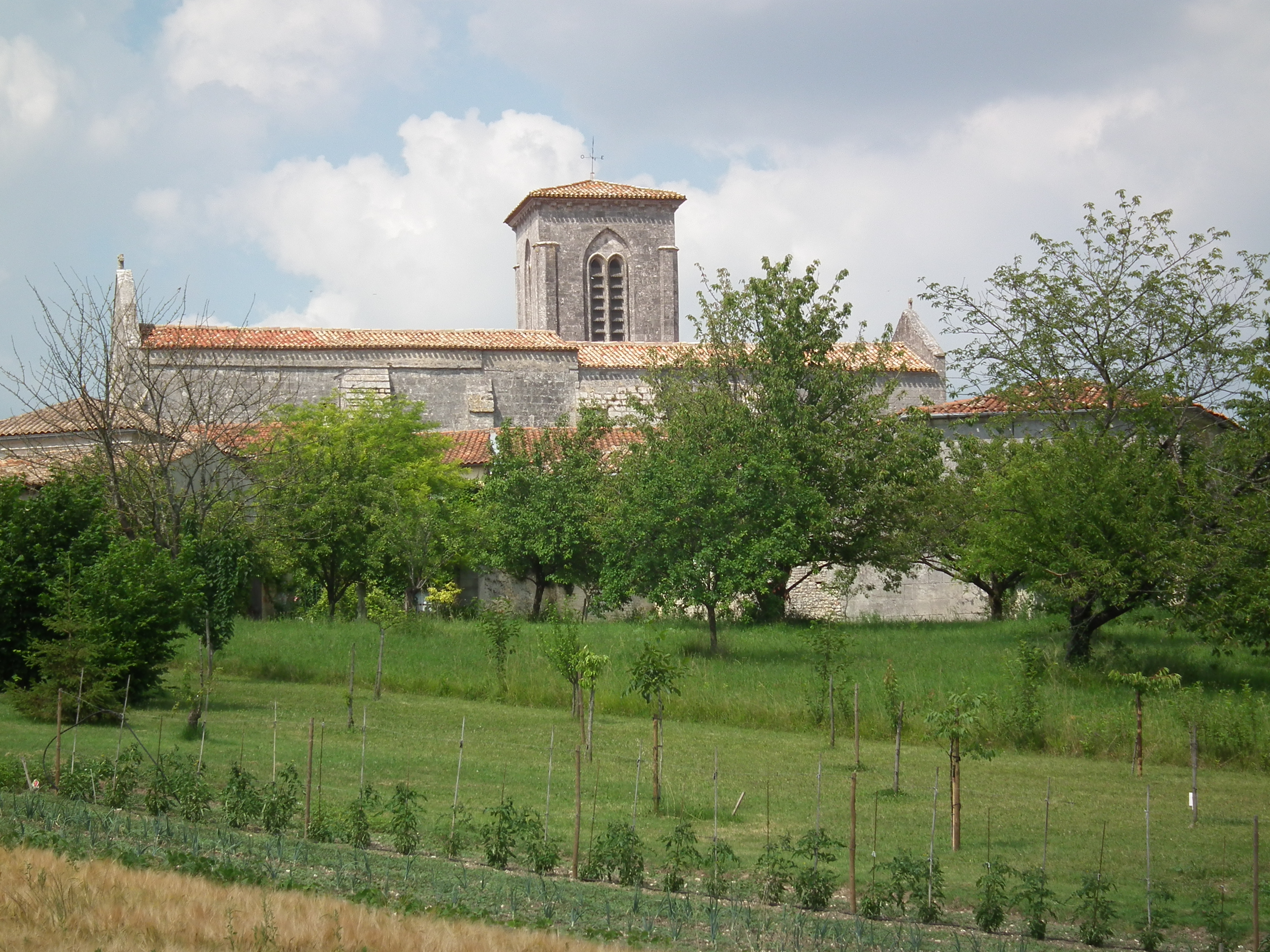
Sainte Lheurine
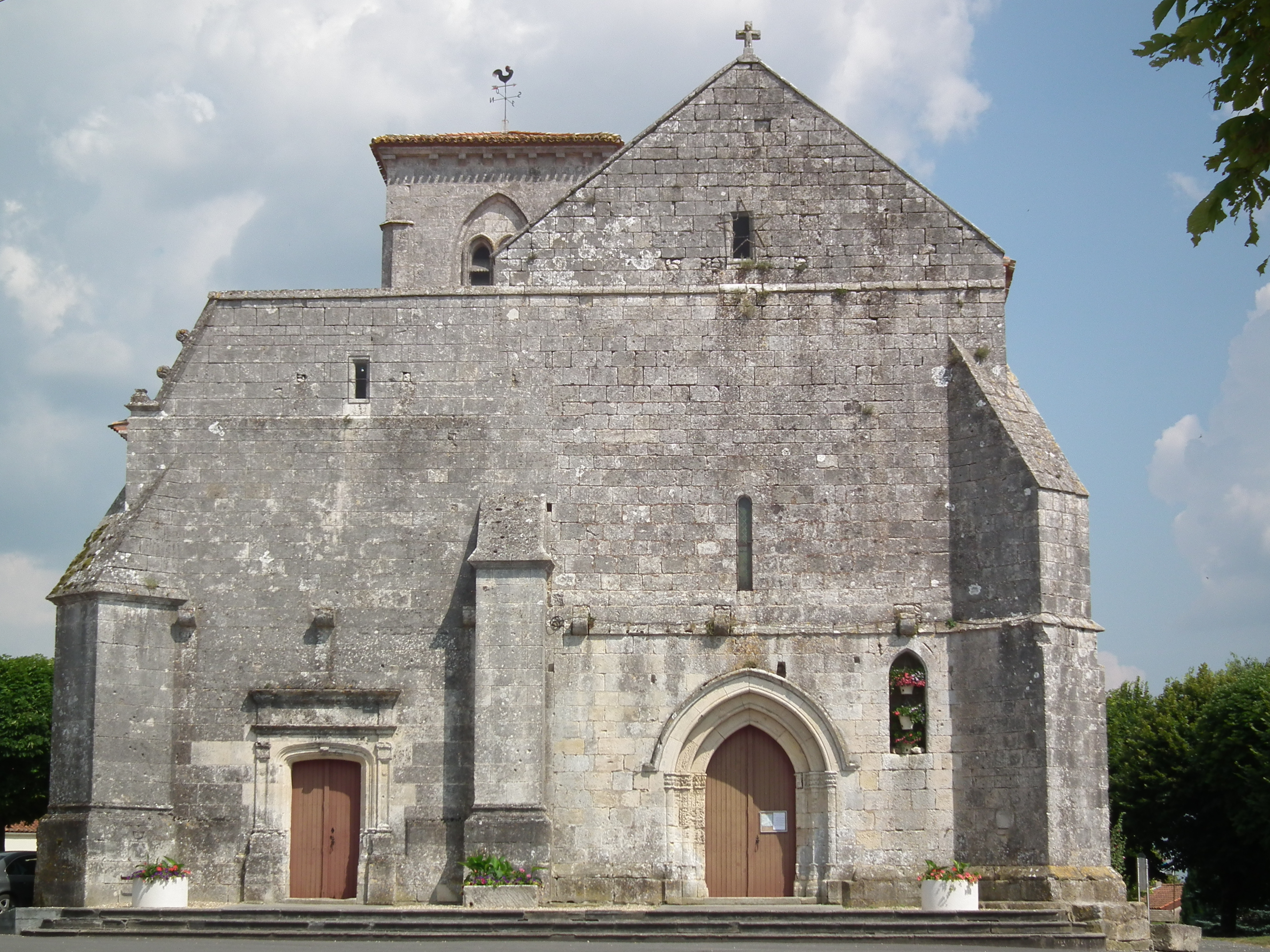
Kerk in Sainte-Lheurine

## Geografie
De oppervlakte van Sainte-Lheurine bedraagt 17,6 km², de bevolkingsdichtheid is 25,9 inwoners per km².
De onderstaande kaart toont de ligging van Sainte-Lheurine met de belangrijkste infrastructuur en aangrenzende gemeenten.

## Demografie
Onderstaande figuur toont het verloop van het inwonertal (bron: INSEE-tellingen).